# Lingua võro
La lingua võro, detta anche voro o voru (nome nativo: võro kiil; in estone võru keel), è una lingua baltofinnica parlata in Estonia.

## Distribuzione geografica
Il võro è parlato in Estonia sudorientale nel territorio della storica contea di Võrumaa, composta dalle otto parrocchie di Karula, Harglõ, Urvastõ, Rõugõ, Kanepi, Põlva, Räpinä e Vahtsõliina, che si trovano oggi suddivise tra le contee di Põlvamaa, Tartumaa, Valgamaa e Võrumaa. I locutori sono circa 70.000, di cui alcune centinaia attestati all'estero, in Canada, Russia, Svezia, e Stati Uniti d'America.

## Classificazione
Non esiste una classificazione univoca del võro. Lo standard ISO 639-3 gli assegna un codice specifico (vro) ma lo considera facente parte della macrolingua estone assieme all'estone standard (ekk). Per Ethnologue si tratta di un dialetto della lingua estone. Altri linguisti lo mettono assieme al seto in un unico idioma chiamato võro-seto o estone meridionale, che includerebbe anche altre parlate locali quasi estinte come mulgi e tartu.

## Alfabeto
L'alfabeto võro è così composto: Aa Bb Cc Dd Ee Ff Gg Hh Ii Jj Kk Ll Mm Nn Oo Pp Qq Rr Ss Šš Zz Žž Tt Uu Vv Ww Xx Yy '.
Tutte le consonanti, ad eccezione di q e j, sono palatalizzabili. Come segno di palatalizzazione si utilizza l'accento acuto sopra la consonante, ma per ragioni tipografiche può essere sostituito dall'apostrofo.